# Mesosa medioalbofaciata
Mesosa medioalbofaciata es una especie de escarabajo longicornio del género Mesosa, categorizada en la tribu Mesosini, de la subfamilia Lamiinae. Fue descrita por Breuning en 1969.

## Descripción
Mide 15-16 mm de longitud.

## Distribución
Se distribuye por China.